# 헤스터 스트리트
헤스터 스트리트(HESTER STREET)는 미국에서 제작된 조안 미클린 실버 감독의 1975년 드라마, 멜로/로맨스 영화이다. 캐롤 케인 등이 주연으로 출연하였다.
2011년, 이 영화는 문화적, 역사적, 미적 중요성으로 인해 미국 의회도서관에 의해 미국 국립영화등기부의 보존물로 선정되었다.

## 출연

### 주연
- 캐롤 케인
- 스티븐 키츠